# Осоавіахімовець України

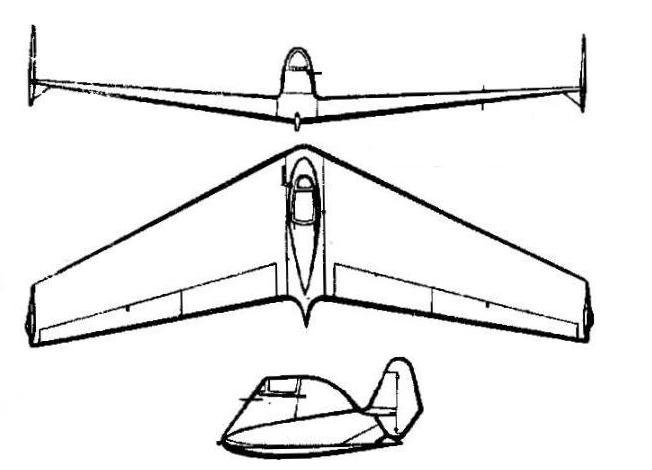

Осоавіахімовець України — одномісний планер — «літаюче крило» конструкції П.Г. Бенінга, збудований на Харківському авіаційному заводі у 1934  р. за іншими даними — на Харківському фотомузикальному заводі у 1933 р.
Льотчиком Л.С. Рожковим на планері був виконаний каскад фігур вищого пілотажу, завдяки цьому конструкція була помічена, а конструктор здобув популярність і в 1934 р. планер демонструвався на авіавиставці у Копенгагені та Парижі. 

## Конструкція
«Осоавіахімовець України» має аеродинамічну схему безхвостка. Конструкція дерев'яна з працюючою обшивкою. Крило прямиої стріловидності з кінцевими шайбами. Має керма напряму з аеродинамічною компенсацією. Елерони забезпечують одночасне управління в поздовжньому і поперечному напрямках. На верхній поверхні крила є кабіна обтічної форми.